# Demirköy
Demirköy là một huyện thuộc tỉnh Kırklareli, Thổ Nhĩ Kỳ. Huyện có diện tích 877 km² và dân số thời điểm năm 2007 là 9128 người, mật độ 10 người/km².